# Trichomanes intermedium
Trichomanes intermedium là một loài dương xỉ trong họ Hymenophyllaceae. Loài này được Klf., Pr. mô tả khoa học đầu tiên năm 1824.
Danh pháp khoa học của loài này chưa được làm sáng tỏ. 